# Roveredo (RG)
Roveredo (olasz helységnév ; németül: Rofle, elavult, lombardul Roré) svájci település 2597 lakossal (2018), Graubünden kantonban fekszik, Moesa régióban, amelynek fővárosa is. Megkülönböztetésül az egykori Ticino kantonbeli Roveredo településtől, amelyet 2001-ben olvasztottak be Capriasca önkormányzatba, Rovereto Grigioni (RG) néven ismert.

## Földrajza

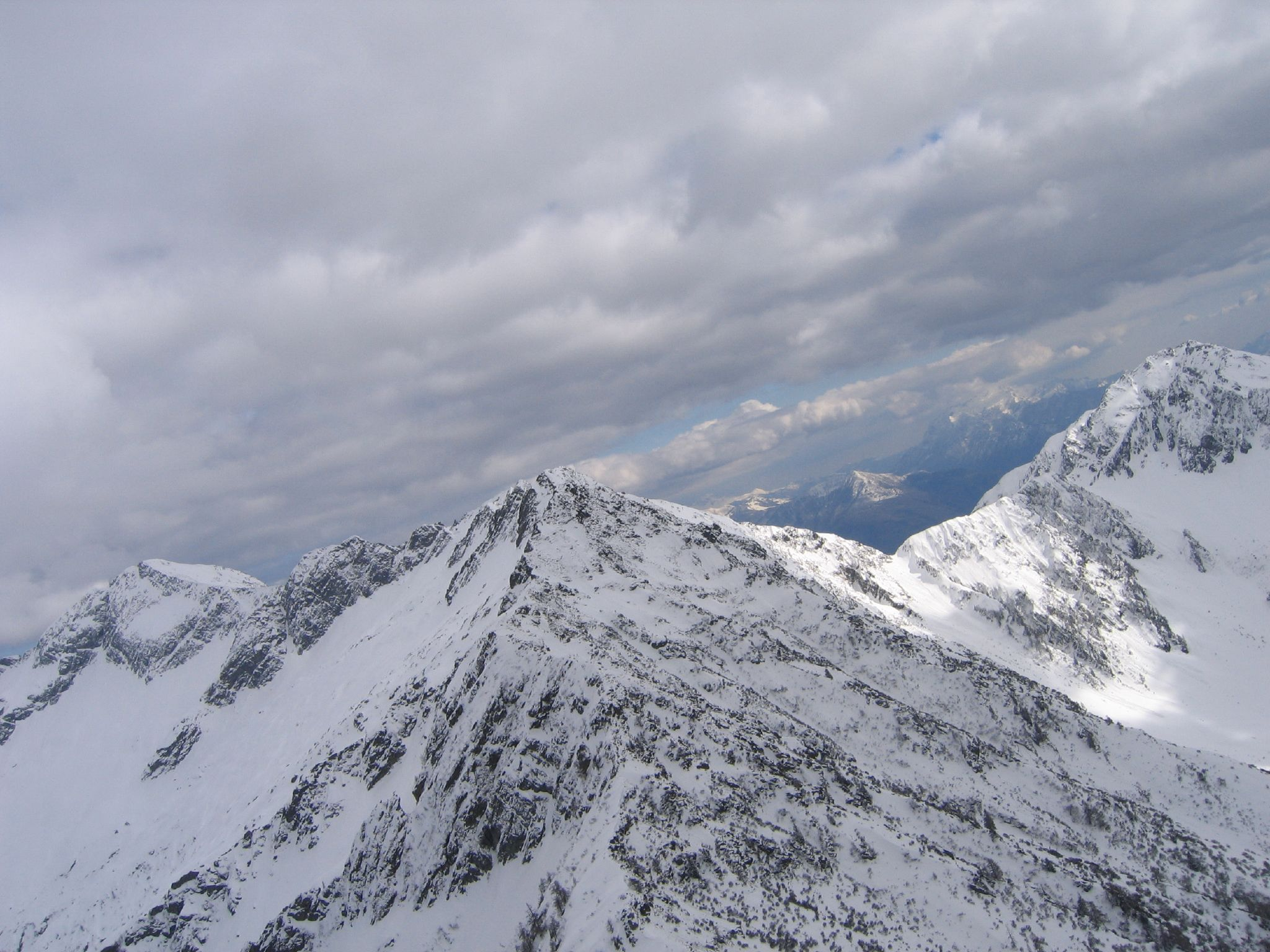
A Cima dello Stagn

A Val Mesolcinában található, 13 km-re Bellinzonától és 105 km-re Churtól. A település legmagasabb pontja a Cima dello Stagn (2382 m-es tengerszint feletti magassággal), amely Grono és Dosso del Liro határát jelöli ki; Graubünden kanton legdélibb települése.

## Története
Régészeti leletek kerültek elő a Valasc kerületben, köztük római réz- és bronzérmék, valamint egy temetkezési hely.
A lombard időszak óta Roveredót négy részre osztották: Campagna, mai nevén San Giulio, San Fedele, Toveda és Oltracqua helységekre. Roveredo és környéke Misox (Mesocco) legfelsőbb bíróságához került, és legkésőbb a 11. századra a szász bárók hűbérbirtoka lett. A de Regoredo falut először 1219-ben említik, később a német Rofléban. 1480-ban Johann Peter von Sax eladta misoxi birtokát Gian Giacomo Trivulzio grófnak. A Trivulzio család székhelye a mai Palazzo Trivulzio volt, amelyet már 1335-ben felújítottak és megerősítettek. Pénzverdét is hoztak létre Roveredóban.
Templomát tekintve a falu eredetileg a San Vittorio-kolostorhoz tartozott. Az 1219 óta ismert San Giulio-templom 1481-ben lett plébániatemplom. Az 1350-ből származó Sant Antonio-templomot 1620-ban, a Madonna del ponte chiuso vagy Sant'Anna-templomot 1524-ben megnagyobbították, majd a 17. században barokk stílusban bővítették.
Az 1549-ben a Locarno városából elűzött reformátor, Giovanni Beccaria ide és Mesocco városába került, ahol tanítóként, prédikátorként és reformátorként működhetett 1555-ig. Aztán az lutheránus menekültekkel együtt száműzetésbe vonult Zürichbe. az ellenreformáció keretében történt katolikus beavatkozások miatt száműzték oda. A toleránsabb Chiavenna városba, majd 1571-ben Bondo GR-be menekült, ahol református lelkészként dolgozhatott.
1500-tól 1700-ig számos művész, építész, vakoló és festő érkezett Roveredóból, akik főleg Németországban és Ausztriában dolgoztak. Az első iskolát 1572-ben alapították. 1583-ban Carlo Borromeo megalapította a jezsuita kollégiumot, amely csak rövid ideig tartott. 1747 és 1853 között ott volt a Gymnasium de Gabrieli, és 1855-ben nyitotta meg kapuit a San Giulio College, a későbbi Sant'Anna. A község a középiskola, valamint a járásbíróság székhelye.
Az 1380 m tengerszint feletti magasságban fekvő Monte Laura a 20. században vált népszerű nyári üdülőhellyé. Az 1907-ben megépült Bellinzona–Mesocco-vasútvonal 1972-ben szűnt meg. Az 1960-as években az A13-as autópályát közvetlenül a lakóövezeten keresztül vezették le, kettévágva Roveredót 2016-ig, amikor is megnyitották a Roveredótól délre vezető elkerülő utatt egy alagúton keresztül.

## Műemlékek és látnivalók

### Vallási építészet

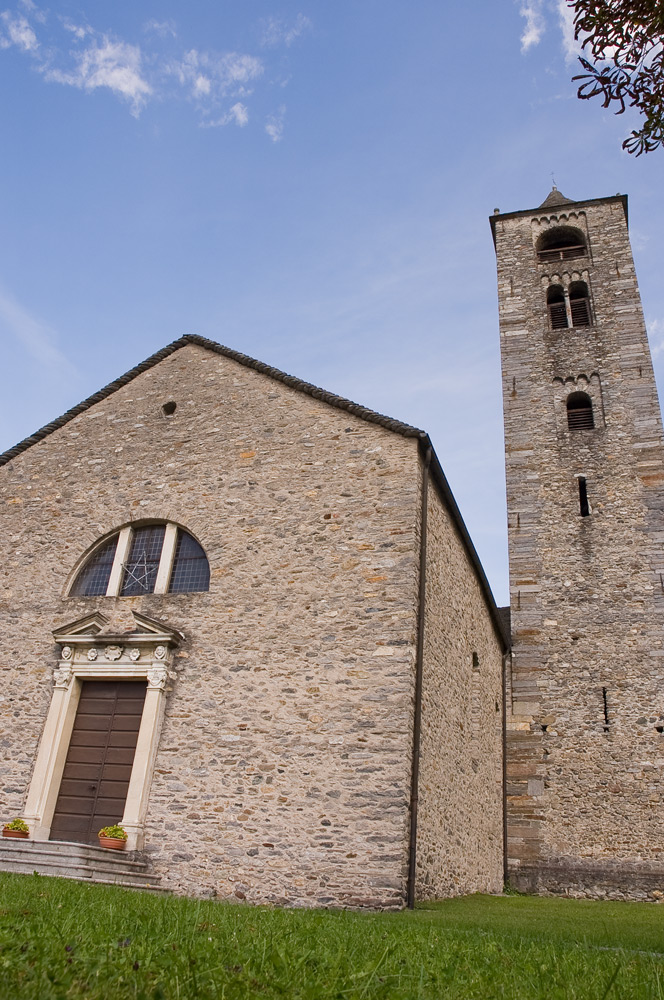
A Szent Gyula-templom

- A Szent Gyula katolikus plébániatemplom a San Giulio kerületben, 1219-ből.[2][8]
- A Remete Szent Antal-templom a Sant'Antonio kerületben, a 14. században épült, és 1620 körül bővítették ki.[2][8]
- San Rocco-templom a Carasole kerületben, 1481-ből,[2][8]
- A Madonna del Ponte vagy a Sant'Anna-templom (bezárt) a San Fedele negyedben 1524-ből tanúsítva és a 17. században barokk stílusban kibővítve.[2][8] Ez az első példa a pilléres bazilika tervére, amelyet a dél-német barokk és Moesano mesterei dolgoztak ki.

### Polgári építészet
16–17. századi polgári házak főként a Piazza del Mercatón:
- Palazzo Trivulzio
- Casa Zuccalli
- Casa delle Grida
- Casa di Mazio
- Torre di Beffan

### Egyéb
- Roggiasca ívgát, amely a Roggiasca mesterséges tavat hozta létre.[9]

## Társadalom

### Demográfiai fejlődés
A demográfiai változásokat a következő táblázat mutatja:

## Híres emberek
- 1642 körül itt született Enrico Zuccalli barokk építész.

## Kultúra

### Közoktatás
A Roveredónak van egy SEC/SAP általános iskolája és egy középiskolája.

### Rendezvények
A faluban rendezik meg évente a májusi vásárt és a Szent Anna-ünnepet, amely egyúttal vásár is. Másik helyi esemény a hatnapos karnevál, a Lingera, amely több mint húszezer látogatót vonz Graubündenből, Ticinóból és külföldről.

## Felépítése
Roveredo település körülbelül húsz különböző ősi magból áll, amelyek a Moesa-folyó szemközti partjain keletkeztek; közülük alakult ki Campagna, San Fedele, Toveda és Oltracqua.

### Frakciók[2][8]
- Beffan
- Carasole[8]
- Piazza (del Mercato)[8] vagy Piazzetta, a helység mind földrajzi, mind gazdasági központjában
- San Giulio (korábban Campagna)[2][8]
- San Fedele[2]
- Sant'Antonio[8]
- Vera

## Infrastruktúra és közlekedés
Északkeleten az A13 / E43 autópálya azonos nevű kijárata, nyugaton pedig a San Vittore félcsomópont szolgálja ki. 2015-ig a Bellinzona-Mesocco vasút Roveredo állomása (Castion-Cama vonal) is itt működött. 1972 óta a vasút már nem üzemel, mára teljesen felszámolták.

## Fordítás
- Ez a szócikk részben vagy egészben  a   Roveredo című olasz Wikipédia-szócikk ezen változatának fordításán alapul.  Az eredeti cikk szerkesztőit annak laptörténete sorolja fel. Ez a jelzés csupán a megfogalmazás eredetét és a szerzői jogokat jelzi, nem szolgál a cikkben szereplő információk forrásmegjelöléseként.
- Ez a szócikk részben vagy egészben  a   Roveredo GR című német Wikipédia-szócikk ezen változatának fordításán alapul.  Az eredeti cikk szerkesztőit annak laptörténete sorolja fel. Ez a jelzés csupán a megfogalmazás eredetét és a szerzői jogokat jelzi, nem szolgál a cikkben szereplő információk forrásmegjelöléseként.

## Bibliográfia
- Arnoldo Marcelliano Zendralli: I Magistri Grigioni, architetti e costruttori, scultori, stuccatori e pittori dal XVI al XVIII secolo (A graubündeni Mesterek, építészek és építők, szobrászok, vakolók és festők a 16-tól a 18. századig), Tipografia Menghini, Poschiavo, 1958
- Bernhard Anders: Guida d'Arte della Svizzera Italiana (Olasz Svájc Művészeti útmutatója), Edizioni Trelingue, Porza-Lugano, 1980, 391., 405–410. o.
- Emilio Motta: Effemeridi ticini, Edizioni Metà Luna reprint, Giubiasco 1991
- Max Pfister: Baumeister aus Graubünden. Wegbereiter des Barock, Verlag Bündner Monatsblatt, Coira, 1993
- Kühlental Michael (szerk.): Graubündner Baumeister und Stukkateure. Beiträge zur Erforschung ihrer Tätigkeit im mitteleuropäischen Raum, Locarno, 1997
- AA. VV., Storia dei Grigioni, 3 kötetes sorozat, Edizioni Casagrande, Bellinzona, 2000
- AA. VV., Guida d'Arte della Svizzera italiana, Edizioni Casagrande, Bellinzona, 2007, 492., 507–511., 514. o.
- Svájc határ menti városai